# Hideki Noda (Dramatiker)
Hideki Noda (jap. 野田 秀樹, Noda Hideki; * 20. Dezember 1955) ist ein japanischer Dramatiker und Schauspieler.
Noda wurde auf der Insel Kyushu geboren und kam vierjährig mit seiner Familie nach Tokio. Sein erstes Theaterstück schrieb er  sechzehnjährig als Gymnasiast. Während seiner Studienzeit an der Universität Tokio gründete er 1976 die Theatergruppe Yume no Yūminsha (Traumvagabunden), die bis 1992 bestand und in den 1980er Jahren eine der führenden Gruppen der Shōgekijō-Theaterbewegung war. Für sie schrieb er Stücke wie Hashire Merusu (1976), Shōnen Gari (1979), Zenda-joo no Toriko (1981) Nokemono Kitarite (1983, ausgezeichnet mit dem Kishida-Kunio-Preis) und Hanshin (1990). Mit dem Stück Nokemono Kirarite nahm er 1987 am Edinburgh International Theatre Festival teil, 1990 erneut mit Hanshin. Im gleichen Jahr führte er Suisei no Siegfried beim New York International Art Festival auf.
In dieser Zeit lernte Noda auch Dramatiker und Schauspieler außerhalb seiner eigenen Gruppe kennen und führte u. a. in Zusammenhang mit der Gruppe Toho sehr erfolgreiche Shakespeare-Adaptionen auf. Auf dem Höhepunkt seines Erfolges löste Noda 1992 seine Gruppe  Yumo no Yūminsha auf und ging für ein Jahr nach London, wo er u. a. bei Simon McBurney lernte.
1993 gründete Noda die Gruppe NODA MAP, mit der er seither jährlich ein neues Stück herausbringt. Zu ihren erfolgreichsten Produktionen zählen Kiru (1994), Pandora no kane (1999), THE BEE (2006) und The Character (2010). Seit den 2000er Jahren inszeniert Noda auch zunehmend Stücke in England, so 2003 Red Demon am Young Vic Theatre sowie The Bee (2006) und The Diver (2008) am Soho Theatre.